# Maine
Maine (/meɪn/ ⓘ) là tiểu bang cực Đông của vùng New England thuộc Đông Bắc Hoa Kỳ. Nó giáp New Hampshire về phía Tây, Vịnh Maine về phía Đông Nam, và các tỉnh của Canada là New Brunswick và Quebec về phía Đông Bắc và Tây Bắc. Nó là tiểu bang lớn nhất vùng New England nếu tính theo tổng diện tích. Trong 50 tiểu bang của nước Mỹ thì Maine là bang nhỏ thứ 12 theo diện tích, ít dân thứ 9, mật độ dân số thấp thứ 13 và là vùng nông thôn nhất. Maine cũng là tiểu bang cực Bắc phía Đông của Ngũ Đại Hồ, tiểu bang duy nhất có tên bao gồm một âm tiết và tiểu bang có biên giới duy nhất với một tiểu bang khác của Hoa Kỳ. Khoảng một nửa diện tích của Maine nằm ở mỗi bên của vĩ tuyến 45 Bắc theo vĩ độ. Thành phố đông dân nhất ở Maine là Portland, trong khi thủ phủ của nó là Augusta.
Maine theo truyền thống được biết đến với bờ biển Đại Tây Dương lởm chởm đá và bờ vịnh; những ngọn núi có đường viền mượt mà; nội địa rừng rậm; sông nước đẹp như tranh vẽ; và các món ăn hải sản và quả việt quất bụi rậm hoang dã, đặc biệt là tôm hùm và nghêu. Vùng ven biển và Down East của Maine đã nổi lên như những trung tâm quan trọng cho nền Công nghiệp sáng tạo, đặc biệt là ở vùng đô thị Portland, nơi cũng đang mang lại sự chỉnh trang.
Lãnh thổ Maine là nơi sinh sống của thổ dân trong hàng nghìn năm sau khi các sông băng rút đi trong Thời kỳ băng hà cuối cùng. Vào thời điểm người châu Âu đến, một số nhà nước nói Ngữ tộc Algonquin đã cai trị khu vực này và những nhà nước này hiện được gọi là Liên minh Wabanaki. Khu định cư châu Âu đầu tiên trong khu vực là của người Pháp, hình thành vào năm 1604 trên đảo Saint Croix, được thành lập bởi Pierre Dugua, Sieur de Mons. Khu định cư đầu tiên của người Anh là Thuộc địa Popham tồn tại trong thời gian ngắn, được thành lập bởi Công ty Plymouth vào năm 1607. Một số khu định cư của người Anh được thành lập dọc theo bờ biển Maine vào những năm 1620, mặc dù khí hậu khắc nghiệt và xung đột với người bản địa địa phương đã khiến nhiều người thất bại.
Khi Maine bước vào thế kỷ XVIII, chỉ có nửa tá khu định cư châu Âu còn tồn tại. Các lực lượng Trung thành và Yêu nước tranh giành lãnh thổ của Maine trong Cách mạng Hoa Kỳ. Trong Chiến tranh năm 1812, khu vực phía Đông Maine phần lớn không được bảo vệ đã bị lực lượng Anh chiếm đóng với mục tiêu sáp nhập nó vào Canada thông qua Thuộc địa New Ireland, nhưng Maine đã quay trở lại Hoa Kỳ sau các cuộc tấn công thất bại của Anh ở biên giới phía Bắc, giữa Đại Tây Dương và phía Nam, hai bên ký Hiệp ước Ghent phục hồi các ranh giới như trước chiến tranh. Maine là một phần của Khối thịnh vượng chung Massachusetts cho đến năm 1820 khi bang này bỏ phiếu tách khỏi Massachusetts để trở thành một tiểu bang riêng biệt. Vào ngày 15 tháng 3 năm 1820, theo Thỏa hiệp Missouri, nó được kết nạp vào Liên minh với tư cách là bang thứ 23.

## Lịch sử

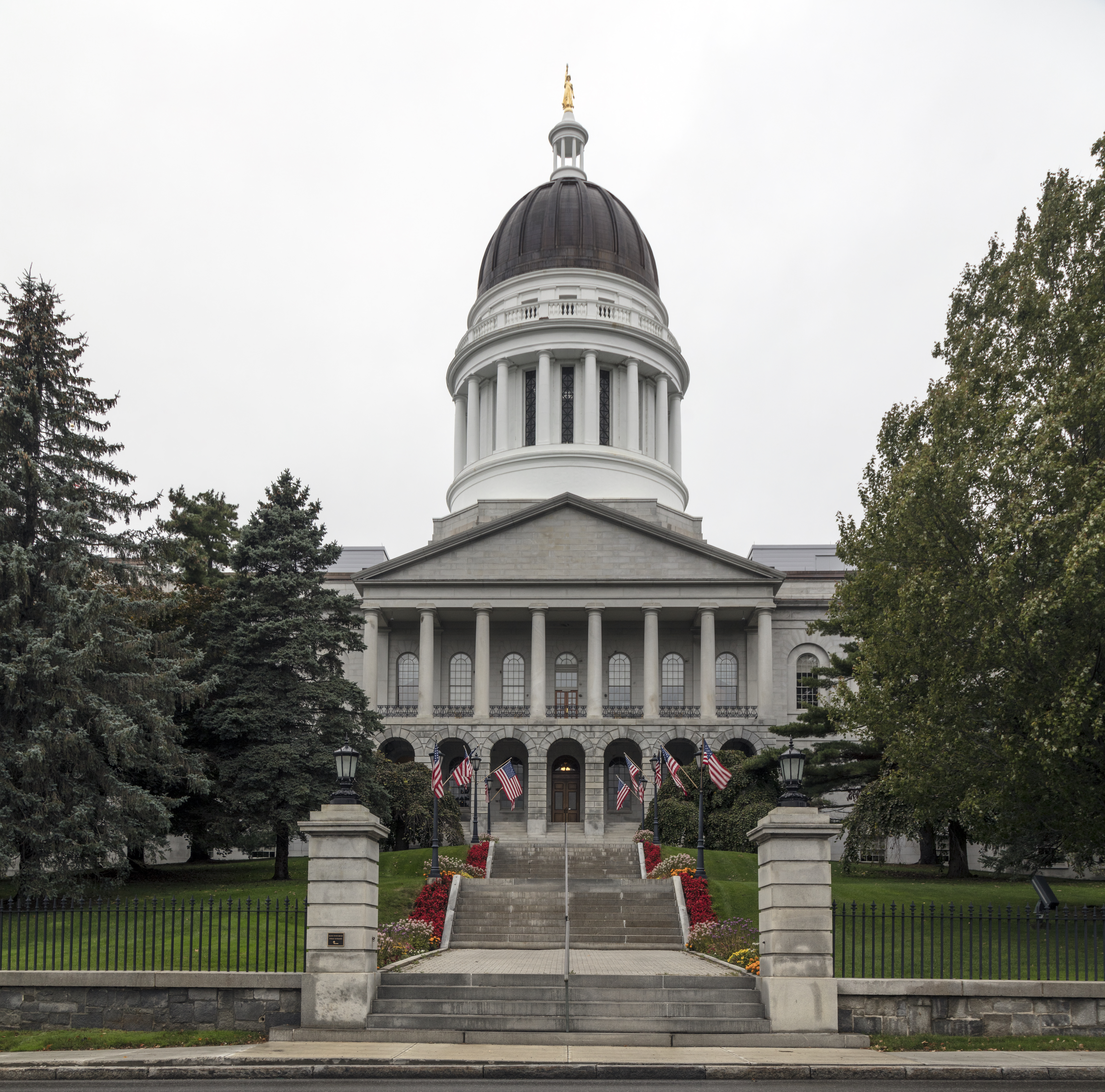
Maine State House, thiết kế bởi Charles Bulfinch, xây dựng 1829–1832

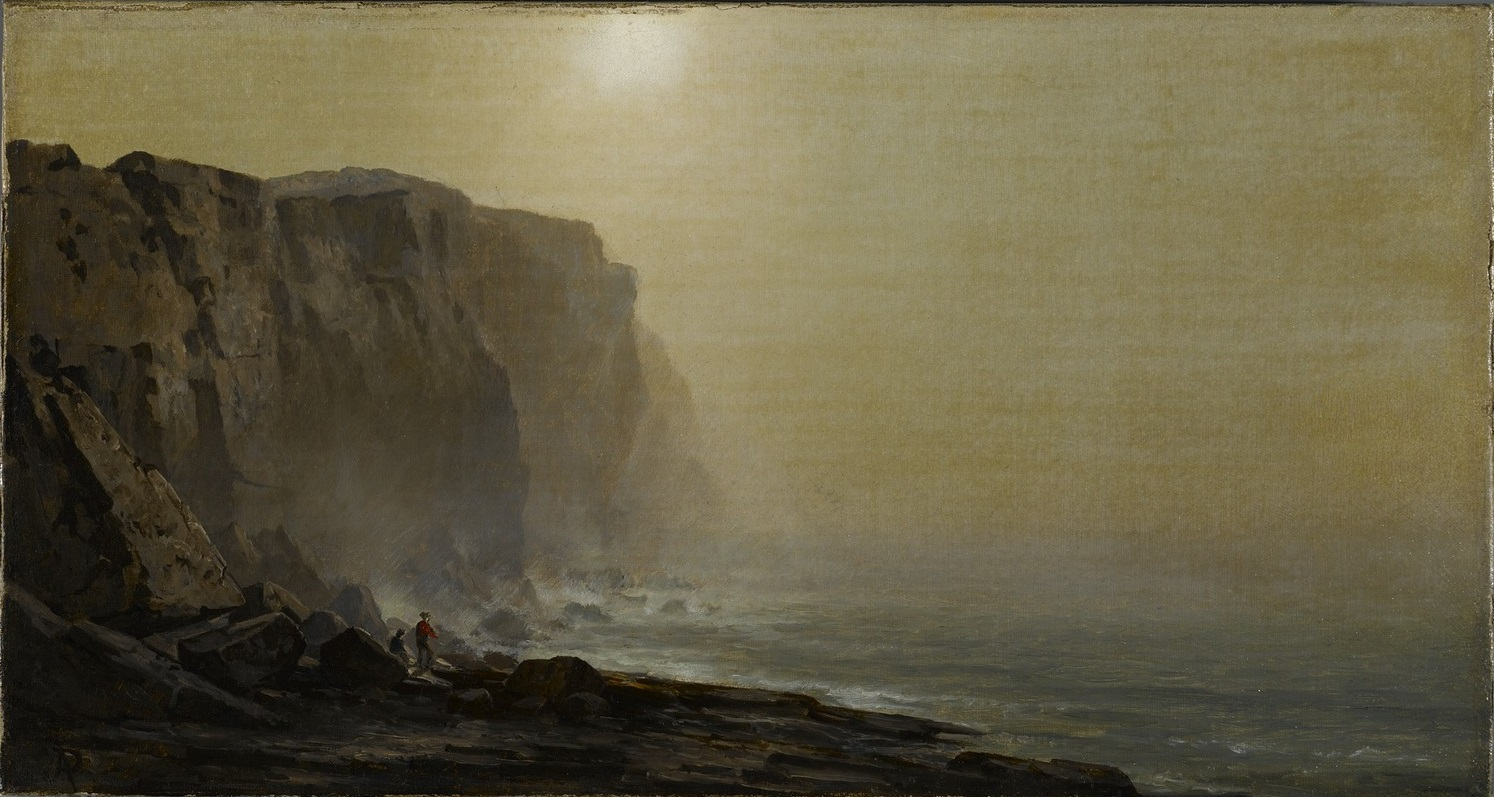
Buổi sáng mù sương, Bờ biển Maine Arthur Parton (1842–1914). Giữa năm 1865 và 1870, Bảo tàng Brooklyn.

Những cư dân được biết đến sớm nhất của lãnh thổ tiểu bang Maine hiện nay là những người Wabanaki nói tiếng Algonquia, bao gồm Passamaquoddy, Maliseet, Penobscot, Androscoggin và Kennebec. Trong Chiến tranh Vua Philip sau này, nhiều bộ lạc trong số này sẽ hợp nhất dưới hình thức này hay hình thức khác để trở thành Liên minh Wabanaki, hỗ trợ người Wampanoag ở Massachusetts và người Mahican của New York. Sau đó, nhiều bộ lạc trong số này đã bị đánh đuổi khỏi lãnh thổ tự nhiên của họ, nhưng hầu hết các bộ lạc của Maine vẫn tiếp tục ở lại, không thay đổi, cho đến Cách mạng Hoa Kỳ. Tuy nhiên, trước thời điểm này, hầu hết những bộ lạc được coi là các nhà nước riêng biệt. Nhiều bộ lạc đã thích nghi với cuộc sống trong các khu định cư lâu dài lấy cảm hứng từ người Iroquois, trong khi những bộ lạc dọc theo bờ biển có xu hướng chuyển từ làng mùa hè sang làng mùa đông theo chu kỳ hàng năm. Họ thường trú đông trong đất liền và tiến đến bờ biển vào mùa hè.
Sự tiếp xúc của người châu Âu với những gì ngày nay được gọi là Maine có thể đã bắt đầu vào khoảng năm 1200 sau Công nguyên khi người Na Uy được cho là đã tương tác với người Penobscot bản địa ở Quận Hancock ngày nay, rất có thể là thông qua thương mại. Nếu được xác nhận, điều này sẽ khiến Maine trở thành địa điểm khám phá ra châu Mỹ sớm nhất của người châu Âu. Khoảng 200 năm trước, từ các khu định cư ở Iceland và Greenland, người Na Uy lần đầu tiên xác định được Châu Mỹ và cố gắng định cư ở các khu vực như Newfoundland, nhưng không thành công trong việc thiết lập một khu định cư lâu dài. Bằng chứng khảo cổ học cho thấy rằng người Na Uy ở Greenland đã quay trở lại Bắc Mỹ trong vài thế kỷ sau khi phát hiện ban đầu để buôn bán và thu thập gỗ, với bằng chứng phù hợp nhất là Maine penny, một đồng xu Na Uy thế kỷ XI được tìm thấy tại một địa điểm của người Mỹ bản địa vào năm 1954.
Khu định cư đầu tiên được xác nhận của người châu Âu ở Maine ngày nay được hình thành vào năm 1604 trên Đảo Saint Croix, do nhà thám hiểm người Pháp Pierre Dugua, Sieur de Mons lãnh đạo. Nhóm của ông bao gồm Samuel de Champlain, được ghi nhận là một nhà thám hiểm. Người Pháp đặt tên cho toàn bộ khu vực là Acadia, bao gồm cả phần sau này trở thành bang Maine. Công ty Plymouth đã thành lập khu định cư người Anh đầu tiên ở Maine tại Thuộc địa Popham vào năm 1607, cùng năm với khu định cư tại Jamestown, Virginia. Những người ở Popham trở lại Anh sau 14 tháng.
Người Pháp đã thành lập hai phái bộ Dòng Tên: một ở Vịnh Penobscot vào năm 1609, và một ở Đảo Mount Desert vào năm 1613. Cùng năm đó, Claude de La Tour thành lập Castine. Năm 1625, Charles de Saint-Étienne de la Tour đã dựng lên Pháo đài Pentagouet để bảo vệ Castine. Các khu vực ven biển phía Đông Maine lần đầu tiên trở thành Tỉnh Maine trong một giấy chứng thực đất đai năm 1622. Phần phía Tây Maine ở phía Bắc sông Kennebec có dân cư thưa thớt hơn và được biết đến vào thế kỷ XVII với tên gọi Lãnh thổ Sagadahock. Một khu định cư thứ 2 đã được cố gắng thực hiện vào năm 1623 bởi nhà thám hiểm và thuyền trưởng hải quân người Anh Christopher Levett tại một nơi gọi là York, nơi ông đã được Vua Charles I của Anh cấp 6.000 mẫu Anh (24 km2). Nó cũng thất bại.
Giấy chứng thực đất đai năm 1622 của Tỉnh Maine, lấy sông Piscataqua làm ranh giới, chia thành Tỉnh New Hampshire ở phía Nam và New Somersetshire ở phía Bắc. Một Giấy chứng thực đất đai gây tranh cãi năm 1630 đã tách khu vực xung quanh Saco ngày nay thành Lygonia. Biện minh cho hành động của mình bằng một cuộc khảo sát địa lý năm 1652 cho thấy có giấy chứng thực đất đai chồng chéo, Thuộc địa Vịnh Massachusetts đã chiếm giữ New Somersetshire và Lygonia bằng vũ lực vào năm 1658. Lãnh thổ Sagadahock giữa sông Kennebec và sông St. Croix trên danh nghĩa trở thành Quận Cornwall, Tỉnh New York theo khoản trợ cấp năm 1664 từ vua Charles II của Anh cho em trai là Hoàng tử James, vào thời điểm đó là Công tước xứ York. Một số vùng đất này đã được Tân Pháp tuyên bố là một phần của Acadia. Tất cả các khu định cư của người Anh tại Thuộc địa Vịnh Massachusetts và Tỉnh New York đã trở thành một phần của Lãnh thổ tự trị New England vào năm 1686. Toàn bộ Maine ngày nay được hợp nhất thành Quận York, Massachusetts theo Công bố hoàng gia năm 1691 cho Tỉnh Vịnh Massachusetts.

## Địa lý

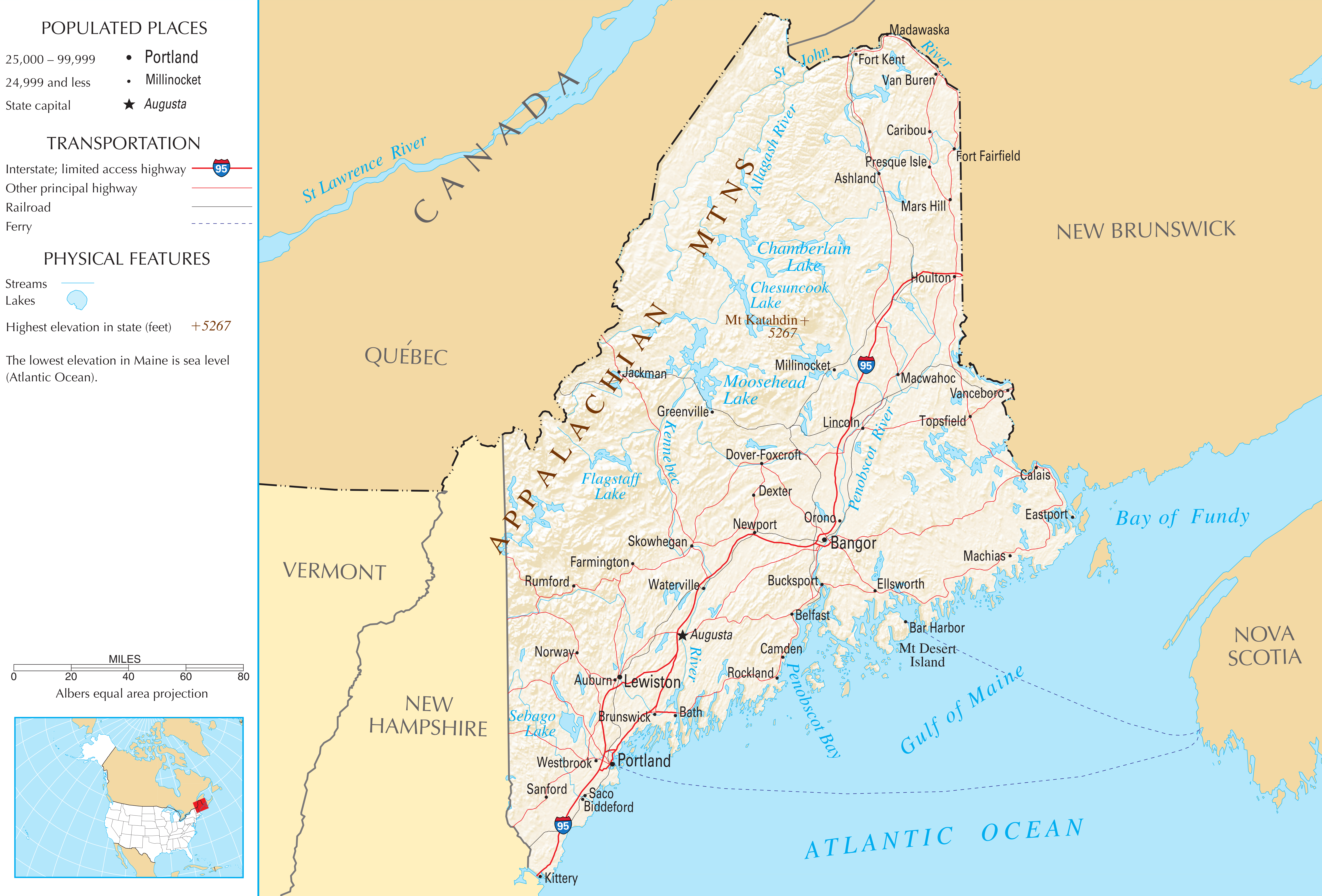
Một bản đồ của Maine cho thấy bờ biển lởm chởm nổi tiếng của nó

Phía Nam và phía Đông là Vịnh Maine, phía Tây là bang New Hampshire. Tỉnh New Brunswick của Canada nằm ở phía Bắc và Đông Bắc, và tỉnh Quebec nằm ở phía Tây Bắc. Maine là bang cực bắc của vùng New England và là bang lớn nhất, chiếm gần một nửa diện tích toàn vùng. Maine là tiểu bang duy nhất có biên giới chính xác chỉ với một tiểu bang khác của Hoa Kỳ (New Hampshire).
Maine là tiểu bang cực Đông của Hoa Kỳ cả về điểm cực và trung tâm địa lý. Thị trấn Lubec là khu định cư có tổ chức ở cực Đông của Hoa Kỳ. Ngọn hải đăng Quoddy Head của nó cũng là nơi gần nhất ở Hoa Kỳ với Châu Phi và Châu Âu. Ga Estcourt là điểm cực Bắc của Maine, cũng như điểm cực Bắc ở New England. (Để biết thêm thông tin, hãy xem các điểm cực của Hoa Kỳ.)
Hồ Moosehead của Maine là hồ lớn nhất nội địa vùng New England, vì Hồ Champlain nằm giữa Vermont, New York và Quebec. Một số hồ khác của Maine, chẳng hạn như Hồ Nam Twin, được mô tả bởi Henry David Thoreau trong "The Maine Woods" (1864). Núi Katahdin là điểm cuối phía Bắc của Đường mòn Appalachia, kéo dài về phía Nam đến Dãy Springer, Georgia và điểm cuối phía Nam của Đường mòn Appalachia Quốc tế mới, khi hoàn thành, sẽ chạy đến Belle Isle, Newfoundland và Labrador.
Đảo Machias Seal và North Rock, ngoài khơi bờ biển Down East của bang, được cả Canada và thị trấn Cutler của Mỹ tuyên bố chủ quyền, và nằm trong một trong bốn khu vực giữa hai quốc gia mà chủ quyền vẫn đang tranh chấp, nhưng đây là khu vực duy nhất trong số các khu vực tranh chấp có đất đai. Cũng ở khu vực cực Đông này trong Vịnh Fundy là Old Sow whirlpool, Vực nước xoáy lớn nhất ở Tây bán cầu.
Maine là tiểu bang có mật độ dân cư thấp nhất ở phía Đông sông Mississippi. Nó được gọi là Tiểu bang Cây Thông; hơn 80% tổng diện tích đất của nó là rừng hoặc không có người ở, độ che phủ rừng nhiều nhất so với bất kỳ tiểu bang nào của Hoa Kỳ. Trong các khu vực nhiều cây cối của nội địa có nhiều vùng đất không có người ở, một số không có tổ chức chính quyền chính thức (rất hiếm ở vùng New England). Ví dụ, lãnh thổ chưa được tổ chức Tây Bắc Aroostook ở phần phía Bắc của bang có diện tích 2.668 dặm vuông (6.910 km2) và dân số là 10 người, hoặc một người cho mỗi 267 dặm vuông (690 km2).
Maine nằm trong quần xã sinh vật rừng hỗn hợp và lá rộng ôn đới. Vùng đất gần bờ biển phía Nam và Trung tâm Đại Tây Dương được bao phủ bởi những cây sồi hỗn hợp của các khu rừng ven biển Đông Bắc. Phần còn lại của bang, bao gồm cả North Woods, được bao phủ bởi rừng New England–Acadia.
Maine có gần 230 dặm (400 km) bờ biển thuộc Đại Tây Dương (và 3.500 dặm (5.600 km) bờ biển thủy triều). West Quoddy Head ở Lubec là điểm cực đông của vùng đất trong 48 bang tiếp giáp. Dọc theo bờ biển nổi tiếng có đá bao quanh của Maine là những ngọn hải đăng, bãi biển, làng chài và hàng ngàn hòn đảo ngoài khơi, bao gồm cả Quần đảo Shoals nằm giữa biên giới với New Hampshire. Có đá lởm chởm và vách đá và nhiều vịnh và cửa hút gió. Nội địa là hồ, sông, rừng và núi. Sự tương phản trực quan này của những sườn dốc có rừng bao phủ xuống biển đã được nhà thơ người Mỹ Edna St. Vincent Millay của Rockland và Camden tóm tắt trong tác phẩm "Renascence":
Tất cả những gì tôi có thể nhìn thấy từ nơi tôi đứng

Là ba ngọn núi dài và một khu rừng;

Tôi ngoảnh mặt đi chỗ khác

Và nhìn thấy ba hòn đảo trong một vịnh.— Edna St. Vincent Millay, Renascence

Các nhà địa chất mô tả kiểu cảnh quan này là "bờ biển bị nhấn chìm", nơi mực nước biển dâng cao đã xâm chiếm các đặc điểm đất đai trước đây, tạo ra các vịnh từ các thung lũng và các đảo từ các đỉnh núi. Sự gia tăng độ cao của đất do sự tan chảy của băng nặng trên sông băng đã gây ra hiệu ứng bật lại nhẹ của lớp đá bên dưới; Tuy nhiên, sự dâng lên của đất không đủ để loại bỏ tất cả ảnh hưởng của mực nước biển dâng và sự xâm lấn của nó đối với các thực thể đất trước đây.
Phần lớn địa mạo của Maine được tạo ra bởi hoạt động băng hà kéo dài vào cuối thời kỳ băng hà cuối cùng. Các đặc điểm băng giá nổi bật bao gồm Somes Sound và Bubble Rock, cả hai đều thuộc Công viên Quốc gia Acadia trên Đảo Mount Desert. Được chạm khắc bởi sông băng, Somes Sound đạt đến độ sâu 175 foot (50 m). Độ sâu cực cao và độ dốc lớn cho phép các tàu lớn di chuyển gần như toàn bộ chiều dài của vịnh hẹp. Những tính năng này cũng đã làm cho nó trở nên hấp dẫn đối với các nhà đóng tàu, chẳng hạn như Du thuyền Hinckley danh tiếng.
Bubble Rock, một loại băng giá thất thường (Glacial erratic), là một tảng đá lớn nằm ở rìa Bubble Mountain trong Công viên Quốc gia Acadia. Bằng cách phân tích loại đá granit, các nhà địa chất phát hiện ra rằng sông băng mang Bubble Rock đến vị trí hiện tại của nó từ Lucerne, 30 dặm (48 km). Iapetus Suture chạy qua phía Bắc và phía Tây của bang, nằm dưới địa thể Laurentia cổ đại, và phía Nam và phía Đông nằm dưới địa thể Avalonia.
Vườn quốc gia Acadia là vườn quốc gia duy nhất ở New England. Các khu vực dưới sự bảo vệ và quản lý của Cục Công viên Quốc gia Hoa Kỳ bao gồm:
- Vườn quốc gia Acadia gần Bar Harbor
- Đường mòn danh lam thắng cảnh quốc gia Appalachia
- Văn hóa Maine Acadia ở Thung lũng St. John
- Công viên quốc tế Roosevelt Campobello trên đảo Campobello ở New Brunswick, Canada, do cả Hoa Kỳ và Canada điều hành, ngay bên kia cầu Franklin Delano Roosevelt từ Lubec
- Địa điểm Lịch sử Quốc tế Đảo Saint Croix tại Calais
- Đài tưởng niệm Quốc gia Rừng và Nước Katahdin

Các vùng đất dưới sự kiểm soát của bang Maine bao gồm:
- Công viên bang Maine
- Khu vực quản lý động vật hoang dã Maine (WMA)

### Khí hậu
Maine có khí hậu lục địa ẩm ướt (Phân loại khí hậu Köppen), với mùa hè ấm áp và đôi khi ẩm ướt, mùa đông dài, lạnh và có rất nhiều tuyết. Mùa đông đặc biệt khắc nghiệt ở phía Bắc và phía Tây của Maine, trong khi các khu vực ven biển được điều hòa một chút bởi Đại Tây Dương, dẫn đến mùa đông ôn hòa hơn một chút và mùa hè mát mẻ hơn so với các vùng nội địa. Nhiệt độ cao nhất vào ban ngày thường nằm trong khoảng 75–85 °F (24–29 °C) trên toàn tiểu bang vào tháng 7, với nhiệt độ thấp nhất qua đêm là 50 °F (khoảng 15 °C). Nhiệt độ tháng Giêng dao động từ mức cao gần 30 °F (−1 °C) ở bờ biển phía Nam đến mức thấp nhất qua đêm trung bình dưới 0 °F (−18 °C) ở vùng cực Bắc.
Nhiệt độ cao kỷ lục của bang là 105 °F (41 °C), được thiết lập vào tháng 7 năm 1911, tại North Bridgton. Lượng mưa ở Maine phân bố đều quanh năm, nhưng với lượng mưa cao nhất vào mùa hè ở phía Bắc/Tây Bắc Maine và lượng mưa cao nhất vào cuối thu hoặc đầu đông dọc theo bờ biển do "Nor'easter" hoặc mưa và bão tuyết dữ dội vào mùa lạnh. Ở ven biển Maine, những tháng cuối mùa xuân và mùa hè thường khô hạn nhất—một điều hiếm thấy trên khắp miền Đông Hoa Kỳ. Maine có ít ngày giông bão hơn bất kỳ tiểu bang nào khác ở phía Đông Dãy núi Rocky, với hầu hết các tiểu bang có trung bình ít hơn hai mươi ngày dông bão một năm. Lốc xoáy hiếm khi xảy ra ở Maine, với trung bình mỗi năm có hai cơn lốc xoáy xảy ra ở bang này, mặc dù con số này đang tăng lên. Hầu hết các cơn giông và lốc xoáy nghiêm trọng xảy ra ở phần Nội địa Tây Nam của bang,  nơi nhiệt độ mùa hè thường ấm nhất và bầu khí quyển do đó không ổn định hơn so với các khu vực phía Bắc và ven biển. Maine hiếm khi chứng kiến sự đổ bộ trực tiếp của các cơn bão nhiệt đới, vì chúng có xu hướng quay trở lại biển hoặc suy yếu nhanh chóng khi chúng đến vùng nước mát hơn của Maine.
Vào tháng 1 năm 2009, nhiệt độ thấp kỷ lục mới của bang đã được thiết lập tại Sông Big Black là −50 °F (−46 °C), đánh dấu kỷ lục của New England.
Lượng mưa hàng năm thay đổi từ 35,8 in (909 mm) ở Đảo Presque đến 56,7 in (1.441 mm) ở Công viên Quốc gia Acadia.
| Vị trí      | Tháng 7 (°F) | Tháng 7 (°C) | Tháng Giêng (°F) | Tháng 1 (°C) |
| ----------- | ------------ | ------------ | ---------------- | ------------ |
| Portland    | 78/59        | 26/15        | 31/13            | −0/−10       |
| Lewiston    | 81/61        | 27/16        | 29/11            | −2/−12       |
| Bangor      | 79/57        | 26/14        | 27/6             | −2/−14       |
| Augusta     | 79/60        | 26/15        | 27/11            | −2/−11       |
| Đảo Presque | 77/55        | 25/13        | 20/1             | −6/−17       |

## Nhân khẩu học

### Dân số

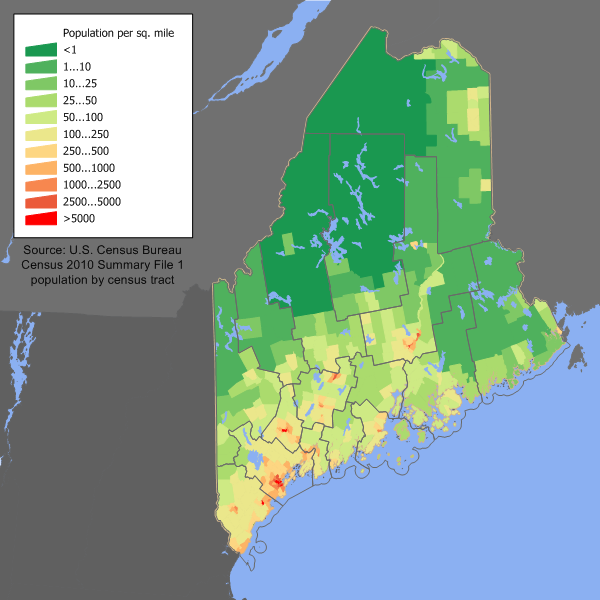
Bản đồ mật độ dân số Maine

Cục Thống kê Dân số Hoa Kỳ ước tính rằng dân số của Maine là 1.344.212 người vào ngày 1 tháng 7 năm 2019, tăng 1,19% kể từ cuộc điều tra dân số Hoa Kỳ năm 2010. Tại cuộc điều tra dân số năm 2020, 1.362.359 người sống trong tiểu bang. Mật độ dân số của bang là 41,3 người trên một dặm vuông, khiến nó trở thành bang có mật độ dân số thấp nhất ở phía Đông sông Mississippi. Tính đến năm 2010, Maine cũng là bang nông thôn nhất trong Liên minh, với chỉ 38,7% dân số của bang sống trong khu vực thành thị. Như đã giải thích chi tiết trong phần "Địa lý", có những vùng đất rộng lớn không có người ở, một số vùng xa xôi trong nội địa của bang, đặc biệt là ở Rừng Bắc Maine.
Trung tâm dân số trung bình của Maine nằm ở Quận Kennebec, ngay phía Đông Augusta. Vùng đô thị Portland, Maine có mật độ dân số cao nhất với gần 40% dân số Maine. Khu vực này trải dài 3 quận và bao gồm nhiều trang trại và khu vực nhiều cây cối; dân số năm 2016 của Portland là 66.937.
Maine có tốc độ tăng dân số rất chậm kể từ cuộc điều tra dân số năm 1990; tốc độ tăng trưởng của nó (0,57%) kể từ cuộc điều tra dân số năm 2010 đứng thứ 45 trong số 50 tiểu bang. Mức tăng dân số khiêm tốn trong tiểu bang tập trung ở các quận ven biển phía Nam; với nhiều dân số đa dạng hơn đang dần di chuyển vào các khu vực này của tiểu bang. Tuy nhiên, các khu vực phía Bắc, nông thôn hơn của bang đã trải qua sự sụt giảm nhẹ về dân số từ năm 2010 đến năm 2016.
Tính đến năm 2020, Maine có dân số từ 65 tuổi trở lên cao nhất ở Hoa Kỳ.
Theo điều tra dân số năm 2010, Maine có tỷ lệ người da trắng không phải gốc Tây Ban Nha cao nhất so với bất kỳ bang nào, chiếm 94,4% tổng dân số. Trong năm 2011, 89,0% tổng số ca sinh trong tiểu bang là của cha mẹ da trắng không phải gốc Tây Ban Nha. Maine cũng có dân số cao thứ hai trong khu dân cư.
Theo Báo cáo đánh giá tình trạng vô gia cư hàng năm của Bộ Gia cư và Phát triển Đô thị Hoa Kỳ - HUD năm 2022, ước tính có khoảng 4.411 người vô gia cư ở Maine.
Bảng dưới đây cho thấy thành phần chủng tộc của dân số Maine vào năm 2016.
| Chủng tộc                                          | Dân số (ước tính năm 2016) | tỷ lệ phần trăm |
| -------------------------------------------------- | -------------------------- | --------------- |
| Tổng dân số                                        | 1,329,923                  | 100%            |
| Da trắng                                           | 1,260,476                  | 94.8%           |
| Người Mỹ gốc Phi                                   | 16,303                     | 1.2%            |
| Người Da đỏ và Bản địa Alaska                      | 8,013                      | 0.6%            |
| châu Á                                             | 14,643                     | 1.1%            |
| Người Hawaii bản địa và người Thái Bình Dương khác | 211                        | 0.0%            |
| Một số chủng tộc khác                              | 3,151                      | 0.2%            |
| Người Mỹ đa chủng tộc                              | 27,126                     | 2.0%            |

Theo Khảo sát cộng đồng người Mỹ năm 2016, 1,5% dân số Maine là người gốc Tây Ban Nha hoặc La tinh (thuộc bất kỳ chủng tộc nào): người Mexico (0,4%), người Puerto Rico (0,4%), người Cuba (0,1%) và người gốc Tây Ban Nha hoặc người La tinh khác (0,6%).[55] Sáu nhóm tổ tiên lớn nhất là: người Anh (20,7%), người Ireland (17,3%), người Pháp (15,7%), người Đức (8,1%), người Mỹ (7,8%) và Pháp-Canada (7,7%).
Những người viện dẫn rằng họ là người Mỹ phần lớn là người gốc Anh, nhưng có tổ tiên đã sinh sống ở khu vực này quá lâu (thường là từ thế kỷ XVII) nên họ chọn cách xác định đơn giản là người Mỹ.
Maine có tỷ lệ người Mỹ gốc Pháp cao nhất so với bất kỳ bang nào. Hầu hết trong số họ là người gốc Canada, nhưng trong một số trường hợp đã sống ở đó từ trước Chiến tranh Cách mạng Mỹ. Mật độ đặc biệt cao ở phần phía Bắc của Maine thuộc Hạt Aroostook, là một phần của khu vực văn hóa được gọi là Acadia đi qua biên giới vào New Brunswick. Cùng với dân số Acadia ở phía Bắc, nhiều người Canada gốc Pháp đến từ Quebec với tư cách là người nhập cư từ năm 1840 đến năm 1930.
Khu vực thung lũng phía trên sông Saint John từng là một phần của cái gọi là Cộng hòa Madawaska, trước khi biên giới được quyết định trong Hiệp ước Webster-Ashburton năm 1842. Hơn một phần tư dân số của Lewiston, Waterville và Biddeford là người Mỹ gốc Pháp. Hầu hết cư dân của các khu vực Mid Coast và Down East chủ yếu là di sản của Anh. Một số lượng nhỏ hơn các nhóm khác, bao gồm người Ireland, người Ý và người Ba Lan, đã định cư trên khắp tiểu bang kể từ làn sóng nhập cư cuối thế kỷ XIX và đầu thế kỷ XX.

## Ảnh

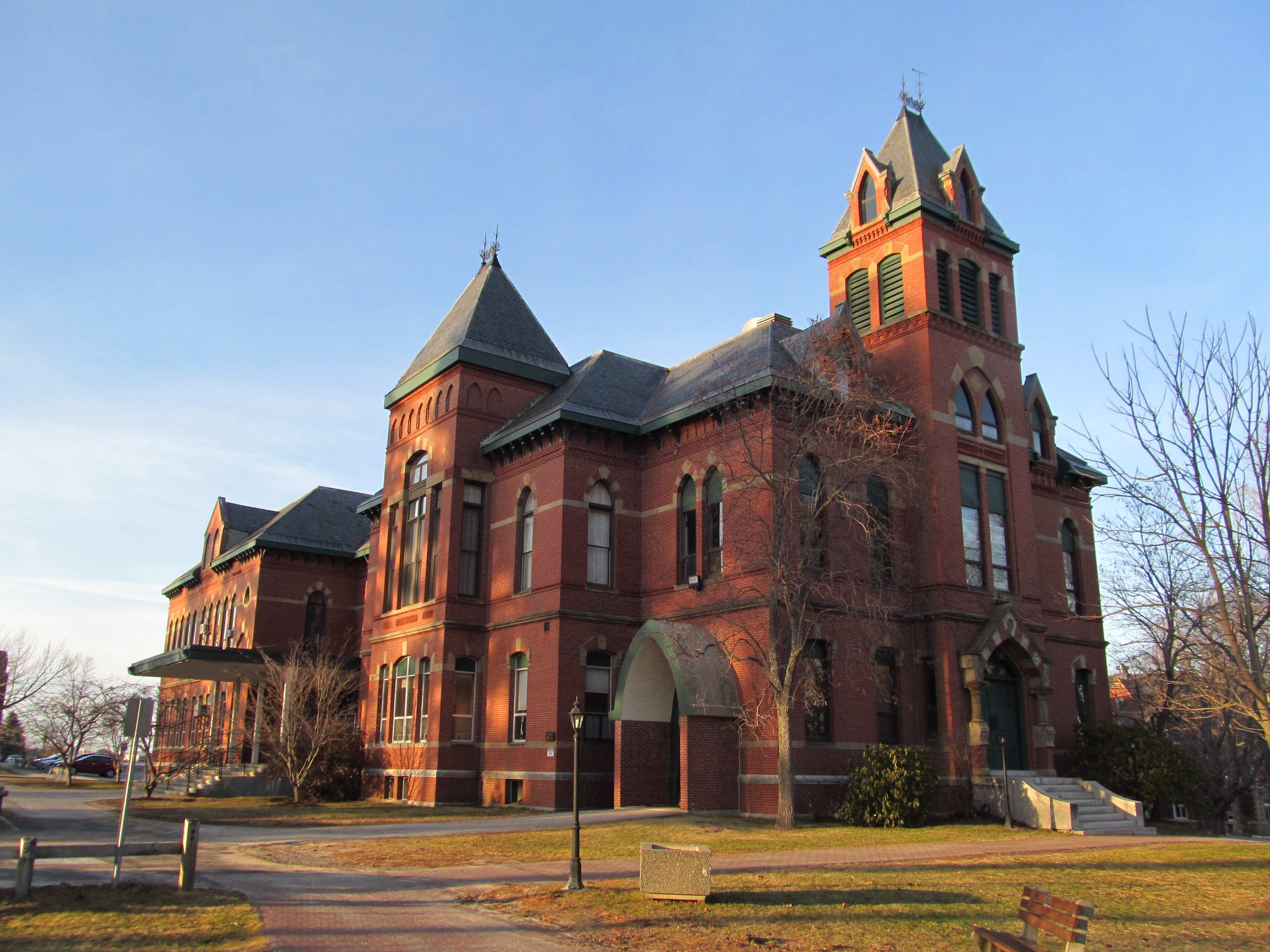
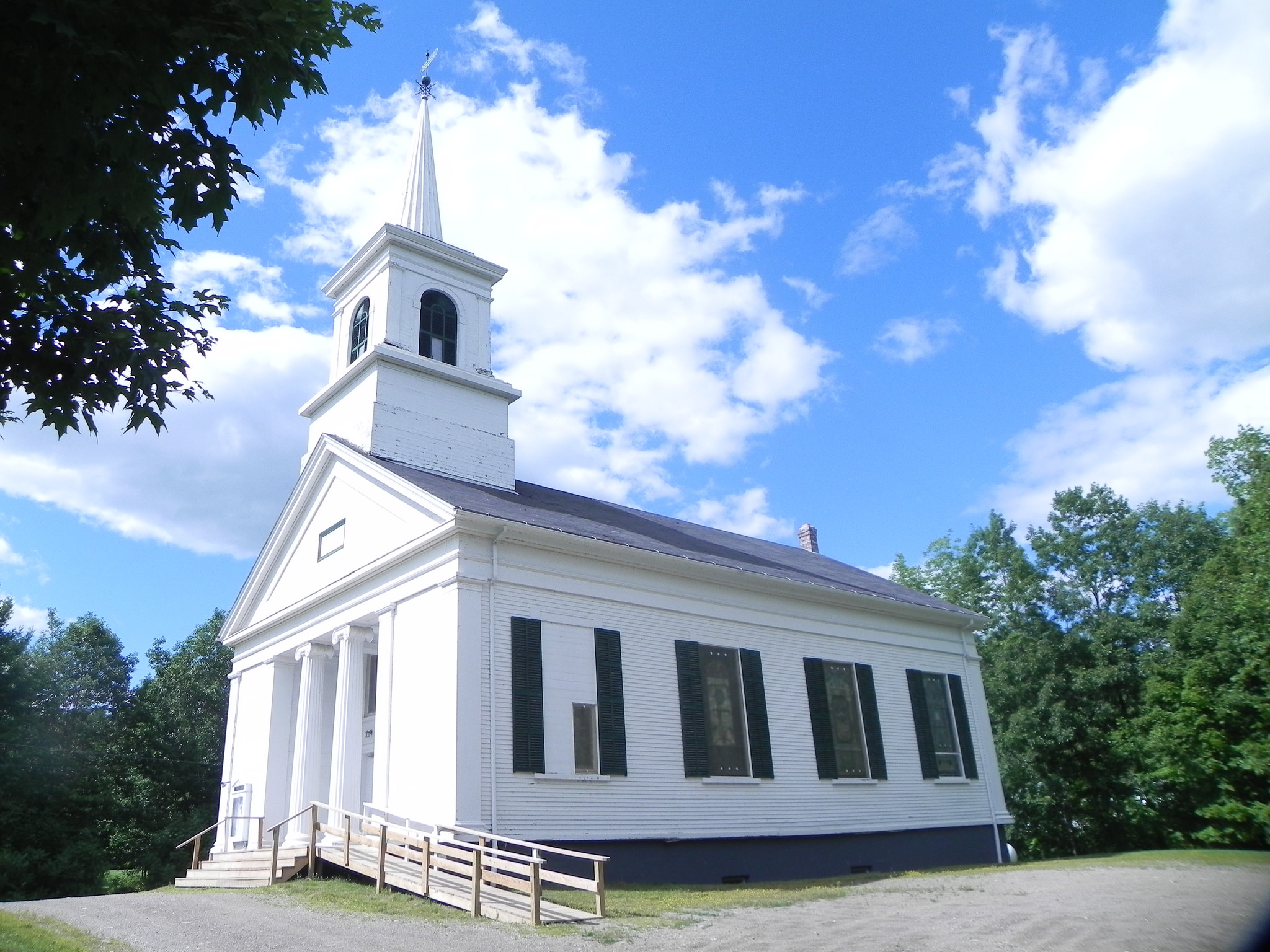
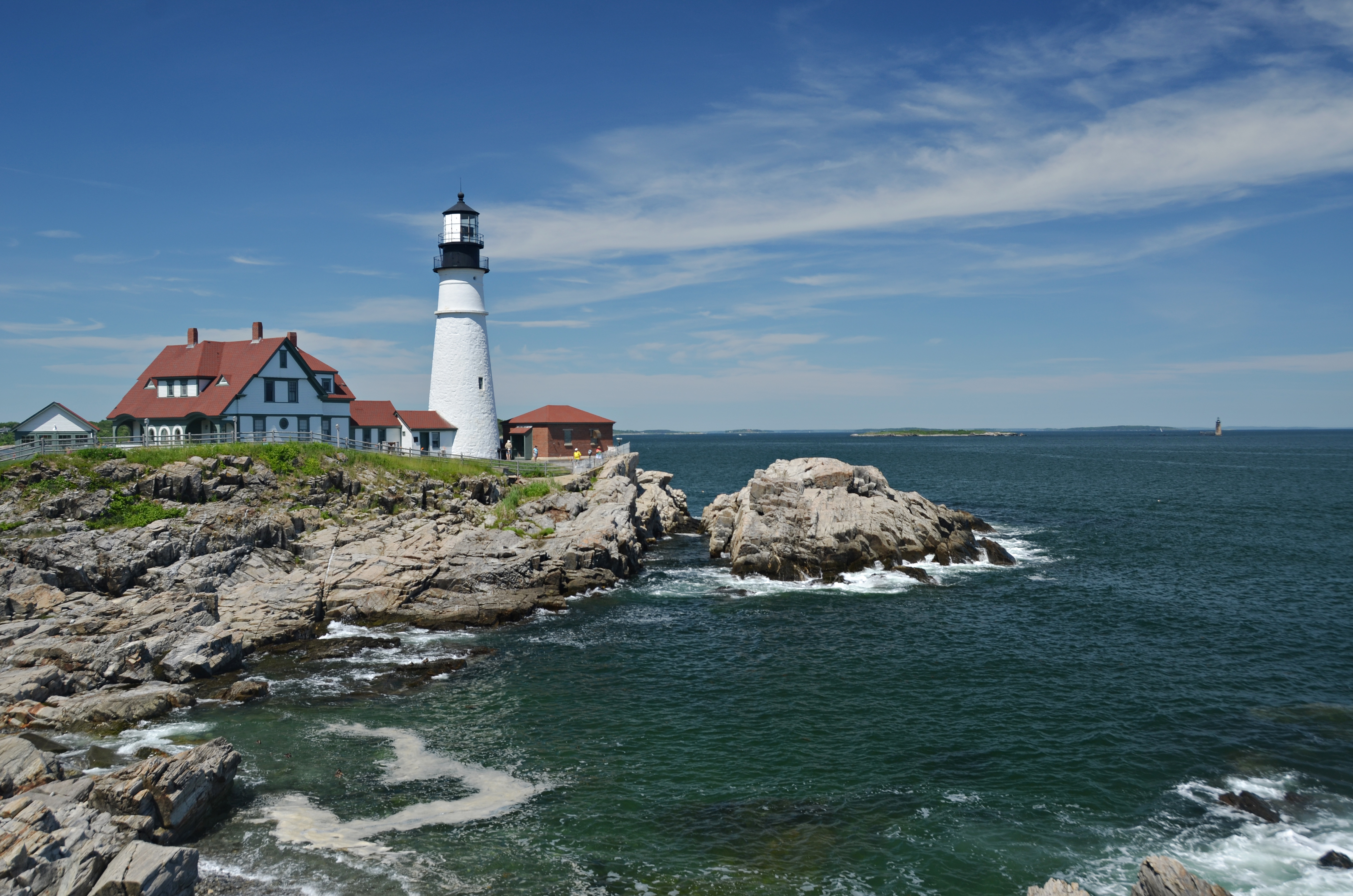

### Trích dẫn
1. ↑  "Maine for Vacation". USA Today. Bản gốc lưu trữ ngày 12 tháng 11 năm 2013. Truy cập ngày 5 tháng 8 năm 2013. There's a reason it's called "Vacationland" ...
2. ↑  "Katahdin 2". Tờ dữ liệu NGS. Cục Đo đạc Quốc gia Hoa Kỳ (NGS).
3. 1 2  "Elevations and Distances in the United States". United States Geological Survey. 2001. Bản gốc lưu trữ ngày 15 tháng 10 năm 2011. Truy cập ngày 21 tháng 10 năm 2011.
4. ↑  "Median Annual Household Income". The Henry J. Kaiser Family Foundation. ngày 22 tháng 9 năm 2017. Truy cập ngày 9 tháng 12 năm 2016.
5. ↑  "What do you call a person from one of the States of the USA?". The Geography Site. Truy cập ngày 2 tháng 11 năm 2021.
6. ↑  "Maine—World Travel Guide". World Travel Guide. Truy cập ngày 20 tháng 7 năm 2018.
7. ↑  Cobarrubias, Juan (1983). Progress in Language Planning: International Perspectives. Walter de Gruyter. ISBN 9789027933584.
8. ↑  "Legal Status | CODOFIL—Louisiana DCRT". Crt.state.la.us. Bản gốc lưu trữ ngày 21 tháng 7 năm 2018. Truy cập ngày 20 tháng 7 năm 2018.
9. ↑  "French Language—Acadian Culture in Maine". acim.umfk.maine.edu. Truy cập ngày 20 tháng 7 năm 2018.
10. 1 2  "Languages in Maine (State)—Statistical Atlas". statisticalatlas.com. Truy cập ngày 20 tháng 7 năm 2018.
11. ↑  "Maine DHHS—Multicultural Resources—Interpreting Services& Referral Agencies". Maine.gov. Bản gốc lưu trữ ngày 22 tháng 4 năm 2018. Truy cập ngày 20 tháng 7 năm 2018.
12. ↑  "Title 1, §224: State soft drink". legislature.maine.gov.
13. ↑  Wickenheiser, Matt (ngày 26 tháng 3 năm 2012). "Census: Maine most rural state in 2010 as urban centers grow nationwide". Bangor Daily News (bằng tiếng Anh). Lưu trữ bản gốc ngày 23 tháng 4 năm 2021. Truy cập ngày 20 tháng 9 năm 2021.
14. ↑  "Maine's Creative Economy". Maine Arts Commission. Lưu trữ bản gốc ngày 5 tháng 10 năm 2021. Truy cập ngày 5 tháng 10 năm 2021.
15. ↑  Currie, Ron (ngày 16 tháng 1 năm 2017). "Welcome to Portlyn". Down East Magazine. Lưu trữ bản gốc ngày 6 tháng 10 năm 2021. Truy cập ngày 6 tháng 10 năm 2021.
16. ↑  "Native Americans or Indians in the Eastern United States in 1600". CelebrateBoston.com. Lưu trữ bản gốc ngày 3 tháng 3 năm 2013.
17. ↑  "Abenaki". tolatsga.org. Bản gốc lưu trữ tháng 4 11, 2010.
18. ↑  "Science: Bye, Columbus". Time. ngày 11 tháng 12 năm 1978. Lưu trữ bản gốc ngày 25 tháng 9 năm 2015.
19. ↑  MPBN, "Rolling Back the Frontier" Lưu trữ ngày 4 tháng 7 năm 2011 tại Wayback Machine, The Story of Maine; accessed January 3, 2011
20. ↑  Massachusetts Historical Society (1884). Proceedings of the Massachusetts Historical Society. The Society. tr. 339–.
21. ↑  Nowak, David J.; Greenfield, Eric J. (tháng 7 năm 2012). "Tree and impervious cover in the United States" (PDF). Landscape and Urban Planning. Quyển 107 số 1. tr. 21–30. doi:10.1016/j.landurbplan.2012.04.005. S2CID 9352755. Bản gốc (PDF) lưu trữ ngày 12 tháng 3 năm 2014. Truy cập ngày 12 tháng 3 năm 2014.
22. ↑  Olson; D. M; E. Dinerstein; và đồng nghiệp (2001). "Terrestrial Ecoregions of the World: A New Map of Life on Earth". BioScience. Quyển 51 số 11. tr. 933–938. doi:10.1641/0006-3568(2001)051[0933:TEOTWA]2.0.CO;2. ISSN 0006-3568.
23. ↑  "Maine.gov: Facts About Maine". State of Maine. Bản gốc lưu trữ ngày 14 tháng 11 năm 2010. Truy cập ngày 17 tháng 9 năm 2010.
24. ↑  "Length of the U.S. Coastline by State". fen.com. Truy cập ngày 11 tháng 9 năm 2015.
25. ↑  St. Vincent Millay, Edna. "Renascence by Edna St. Vincent Millay | Poetry Foundation". Poetry Foundation (bằng tiếng Anh). Edna St. Vincent Millay. Truy cập ngày 26 tháng 10 năm 2022.
26. ↑  "Answers—The Most Trusted Place for Answering Life's Questions". Answers.com. Truy cập ngày 11 tháng 9 năm 2015.
27. ↑  "Maine". National Park Service. Bản gốc lưu trữ ngày 3 tháng 7 năm 2008. Truy cập ngày 16 tháng 7 năm 2008.
28. 1 2  Lent, Robert (ngày 10 tháng 2 năm 2009). "New All Time Low Temperature Recorded in Maine". U.S. Geological Survey. Truy cập ngày 6 tháng 11 năm 2011.
29. ↑  "Each state's high temperature record". USA Today. tháng 8 năm 2006. Truy cập ngày 11 tháng 2 năm 2009.
30. ↑   Lưu trữ ngày 16 tháng 10 năm 2011 tại Wayback Machine NOAA National Climatic Data Center. Retrieved on October 24, 2006.
31. ↑  "Summary of July 1st Tornadoes in Maine" (PDF).
32. ↑  "NOAA's 1981–2010 Climate Normals". National Climatic Data Center.
33. ↑  "Maine climate averages". Weatherbase. Truy cập ngày 9 tháng 11 năm 2015.
34. ↑  "Historical Population Change Data (1910–2020)". Census.gov. United States Census Bureau. Bản gốc lưu trữ ngày 29 tháng 4 năm 2021. Truy cập ngày 1 tháng 5 năm 2021.
35. ↑  "QuickFacts Maine; UNITED STATES". 2018 Population Estimates. United States Census Bureau, Population Division. ngày 11 tháng 3 năm 2019. Truy cập ngày 11 tháng 3 năm 2019.
36. ↑  "Urban Percentage of the Population for States, Historical | Iowa Community Indicators Program". Icip.iastate.edu. Truy cập ngày 17 tháng 4 năm 2021.
37. ↑  "Population and Population Centers by State: 2010 (US Census Bureau)". Bản gốc lưu trữ ngày 29 tháng 4 năm 2011. Truy cập ngày 9 tháng 4 năm 2011.
38. ↑  "census.gov" (PDF). Truy cập ngày 3 tháng 8 năm 2013.
39. ↑  "U.S. Census Bureau QuickFacts: Portland city, Maine". Census.gov. Truy cập ngày 15 tháng 1 năm 2018.
40. ↑  "Mass. Benchmarks" (PDF). Massbenchmarks.org. Truy cập ngày 17 tháng 4 năm 2021.
41. ↑  "Interactive: Population change in Maine towns, 2010-2016". Portland Press Herald. ngày 26 tháng 5 năm 2017. Truy cập ngày 15 tháng 1 năm 2018.
42. ↑  "Which States Have the Oldest Populations". PRB. ngày 21 tháng 12 năm 2021. Truy cập ngày 10 tháng 12 năm 2022.
43. ↑  "Americans under age 1 now mostly minorities, but not in Ohio: Statistical Snapshot". The Plain Dealer. June 3, 2012.
44. ↑  "Important Statistics On The Senior Population". SrCareCenter.com. ngày 22 tháng 5 năm 2019. Lưu trữ bản gốc ngày 28 tháng 1 năm 2020. Truy cập ngày 28 tháng 1 năm 2020.
45. ↑  "2007-2022 PIT Counts by State".
46. ↑  "The 2022 Annual Homelessness Assessment Report (AHAR) to Congress" (PDF).
47. ↑  "Khảo sát cộng đồng người Mỹ năm 2016—Ước tính về nhân khẩu học và nhà ở". United States Census Bureau. Bản gốc lưu trữ ngày 13 tháng 2 năm 2020. Truy cập ngày 21 tháng 11 năm 2018.
48. ↑  "2016 American Community Survey—Selected Social Characteristics". United States Census Bureau. Bản gốc lưu trữ ngày 13 tháng 2 năm 2020. Truy cập ngày 21 tháng 11 năm 2018.
49. ↑  Dominic Pulera (ngày 20 tháng 10 năm 2004). Sharing the Dream: White Males in Multicultural America. A&C Black. tr. 57–. ISBN 978-0-8264-1643-8.
50. ↑  Stanley Lieberson and Lawrence Santi, "The Use of Nativity Data to Estimate Ethnic Characteristics and Patterns", Social Science Research, Vol. 14, No. 1 (1985), pp. 44–6.
51. ↑  Stanley Lieberson and Mary C. Waters, "Ethnic Groups in Flux: The Changing Ethnic Responses of American Whites", Annals of the American Academy of Political and Social Science, Vol. 487, No. 79 (September 1986), pp. 82–86.
52. ↑  Mary C. Waters, Ethnic Options: Choosing Identities in America (Berkeley: University of California Press, 1990), p. 36.
53. ↑  French Canadian Emigration to the United States 1840–1930. Claude Bélanger, Department of History, Marianopolis College, [khi nào?]
54. ↑  French-Canadian Americans by Marianne Fedunkiw, [khi nào?]

### Chính phủ tiểu bang
- Maine government
- Maine Office of Tourism Search for tourism-related businesses
- Visit Maine (agriculture) Maine fairs, festivals, etc.—Agricultural Dept.

### Chính phủ Hoa Kỳ
- Maine State Guide, from the Library of Congress
- U.S. EIA Energy Profile for Maine—economic, environmental and energy data
- U.S. Geological Survey Real-time, geographic, and other scientific resources of Maine
- U.S. Dept. of Agriculture[liên kết hỏng] Maine State Facts—agricultural
- U.S. Census Bureau Quick facts on Maine
- Portland Magazine Editorial on Maine news, events, and people

### Thông tin
- Maine trên DMOZ
- Maine Historical Society
- Old USGS maps of Maine.
- 1860 Map of Maine by Mitchell.
- 1876 Panoramic Birdseye View of Portland by Warner at LOC.,
- Dữ liệu địa lý liên quan đến Maine tại OpenStreetMap